# Ер-Ріяд
Ер-Ріяд (араб. الرياض) — найбільше місто і столиця Саудівської Аравії. Центр провінції Ер-Ріяд. Населення 6 506 700 осіб.

## Назва
Назва міста походить від стародавнього арабського слова rawdha, що означає місце садів і дерев. Дійсно, на вулицях Ер-Ріяда багато зелені. Також Ер-Ріяд називають просто Ріяд.

## Історія
Перша згадка про місто як центр прихильників ваххабізму сягає 18 століття. У той час Ер-Ріяд був центром області Неджд. В результаті поступового об'єднання в 1932 році було створено державу із столицею в Ер-Ріяді.

## Розвиток міста
Колись Ер-Ріяд був маленьким містечком. У 1960 році його населення становило всього 160 тисяч осіб. Колосальні доходи від нафти зробили місто дуже сучасним. Зазвичай будівлі міста мають 8 поверхів, але відрізняються оригінальною архітектурою. У місті багато хмарочосів.
Розробляються і інші грандіозні проєкти.

## Міське життя
Життя в Ер-Ріяді концентрується навколо більш ніж 4000 мечетей і численних торгових центрів і базарів. Більшість жителів міста, як і всієї Саудівської Аравії, сповідують іслам. У зв'язку з цим жителі столиці дотримуються цілого ряду соціальних норм, які включають поділ за статтю і необхідність захисту недоторканності приватного життя сім'ї. Великі громадські заходи в основному відвідують чоловіки.

## Освіта
У місті розташований Університет принцеси Нори бінт Абдель Рахман — найбільший у світі жіночий університет.
Інші університети:
- Університет короля Сауда,
- Університет Аль-Фейсал,
- Університет Аль-Ямама,
- Ісламський університет Імама Мухаммада ібн Сауда,
- Університет охорони здоров'я короля Сауда ібн Абдул-Азіза,
- Університет Принца Султана,
- Інститут державного управління,
- Арабський університет Наіфа з проблем безпеки,
- Університет Шакара,
- Університет Дар-аль-Улума.

## Клімат
У Ер-Ріяді дуже спекотний аридний клімат (BWh за класифікацією кліматів Кеппена), температура в літні місяці надзвичайно висока. Зими теплі, з прохолодними вітряними ночами. Клімат в цілому посушливий, і в місті випадає дуже мало опадів, особливо влітку, тільки в березні і квітні місто отримує достатню кількість опадів. Досить часто трапляються пилові бурі, під час яких видимість становить менше 10 м. 1 і 2 квітня 2015 року в Ер-Ріяді відбулася дуже сильна пилова буря, яка привела до скасування занять у багатьох школах і до затримки сотень внутрішніх і міжнародних авіарейсів.
| Клімат (1985-2010) | Клімат (1985-2010) | Клімат (1985-2010) | Клімат (1985-2010) | Клімат (1985-2010) | Клімат (1985-2010) | Клімат (1985-2010) | Клімат (1985-2010) | Клімат (1985-2010) | Клімат (1985-2010) | Клімат (1985-2010) | Клімат (1985-2010) | Клімат (1985-2010) | Клімат (1985-2010) |
| Показник | Січ.               | Лют.               | Бер.               | Квіт.              | Трав.              | Черв.              | Лип.               | Серп.              | Вер.               | Жовт.              | Лист.              | Груд.              | Рік                |
| Абсолютний максимум, °C                                                                                                 | 31,5               | 34,8               | 38,0               | 42,0               | 45,1               | 47,2               | 48,0               | 47,8               | 45,0               | 41,0               | 38,0               | 31,0               | 48,0               |
| Середній максимум, °C                                                                                                   | 20,2               | 23,4               | 27,7               | 33,4               | 39,4               | 42,5               | 43,5               | 43,6               | 40,4               | 35,3               | 27,8               | 22,2               | 33,28              |
| Середня температура, °C                                                                                                 | 14,4               | 17,3               | 21,4               | 26,9               | 32,9               | 35,7               | 36,8               | 36,7               | 33,5               | 28,4               | 21,5               | 16,3               | 26,82              |
| Середній мінімум, °C | 9,0                | 11,2               | 15,2               | 20,4               | 25,9               | 28,0               | 29,3               | 29,2               | 25,9               | 21,2               | 15,5               | 10,6               | 20,12              |
| Абсолютний мінімум, °C                                                                                                  | −2,2               | 0,5                | 4,5                | 11,0               | 18,0               | 16,0               | 23,6               | 22,7               | 16,1               | 14,0               | 7,0                | 1,4                | −2,2               |
| Середня кількість сонячних годин на місяць                                                                              | 212,4              | 226,6              | 219,8              | 242,3              | 287,7              | 328,2              | 332,1              | 309,2              | 271,6              | 311,4              | 269,2              | 214,3              | 3224,8             |
| Норма опадів, мм | 11.9               | 6.4                | 21.0               | 23.8               | 4.9                | 0.0                | 0.0                | 0.4                | 0.0                | 0.8                | 8.7                | 14.6               | 101.9              |
| Днів з опадами | 6,1                | 4,3                | 9,4                | 11,3               | 3,3                | 0,0                | 0,1                | 0,2                | 0,0                | 0,5                | 3,3                | 6,3                | 44,8               |
| Вологість повітря, % | 47                 | 36                 | 32                 | 28                 | 17                 | 11                 | 10                 | 12                 | 14                 | 20                 | 36                 | 47                 | 26                 |
| --- | ------------------ | ------------------ | ------------------ | ------------------ | ------------------ | ------------------ | ------------------ | ------------------ | ------------------ | ------------------ | ------------------ | ------------------ | ------------------ |
| Джерело: Jeddah Regional Climate Center South West Asia. Архів оригіналу за 11 грудня 2016. Процитовано 25 жовтня 2015. |                    |                    |                    |                    |                    |                    |                    |                    |                    |                    |                    |                    |                    |

## Демографія
У 1935 році в місті проживало 40 000 осіб, а в 1949 році — 83 000. Згідно з найостаннішими джерелами в місті спостерігаються дуже високі темпи приросту населення — зі 150 000 жителів у 1960-х роках до більш як 6,5 мільйонів осіб 2016 року. Згідно з переписом населення 2010 року, 65 % населення Ер-Ріяда складають громадяни Саудівської Аравії, громадяни інших країн — 35 % населення.

## Спорт
У місті базуються футбольні клуби Аль-Хіляль, Ан-Наср, Аш-Шабаб (Саудівська Прем'єр-ліга) і Ер-Ріяд (другий дивізіон чемпіонату Саудівської Аравії).

## Транспорт

### Повітряний транспорт

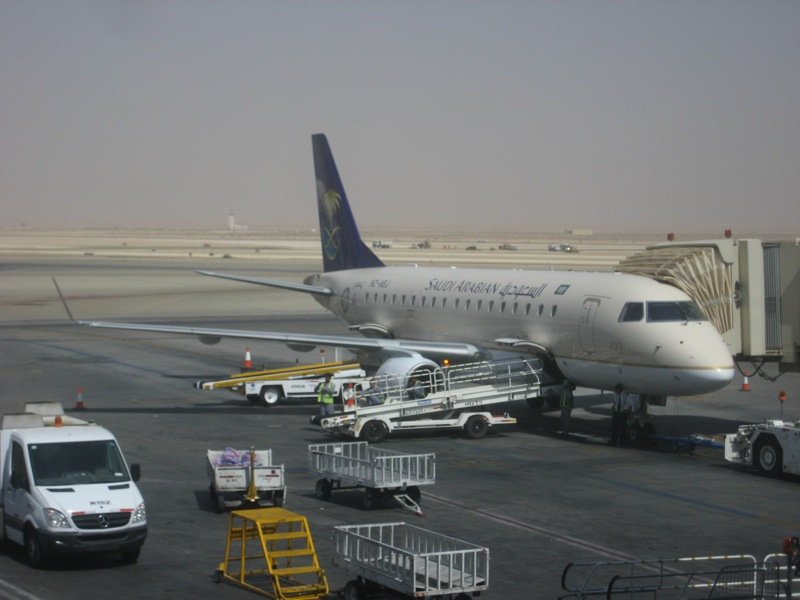
Міжнародний аеропорт короля Халіда

Міжнародний аеропорт Ер-Ріяда імені короля Халіда (KKIA) розташований за 35 кілометрів на північ від центру міста. Це головний аеропорт міста, який у 2013 році обслужив понад 20 мільйонів пасажирів. До 2030 року аеропорт буде розширено до величезного аеропорту з шістьма паралельними злітно-посадковими смугами та трьома-чотирма великими пасажирськими терміналами. Після 2030 року він зможе обслуговувати 120 мільйонів пасажирів на рік, а до 2050 року — 185 мільйонів пасажирів на рік.

### Автобусний транспорт
Система метро буде інтегрована з трилінійною мережею швидкісних автобусних перевезень (BRT) протяжністю 85 кілометрів.
Головна чартерна автобусна компанія королівства, відома як Саудівська компанія громадського транспорту (SAPTCO), пропонує поїздки як всередині королівства, так і до сусідніх країн, включаючи Єгипет (на поромах з Сафаги або Нувейби) та арабські країни Ради співробітництва арабських держав Перської затоки.

### Метро
Метро Ер-Ріяда відкрилося 1 грудня 2024 року.

### Дороги

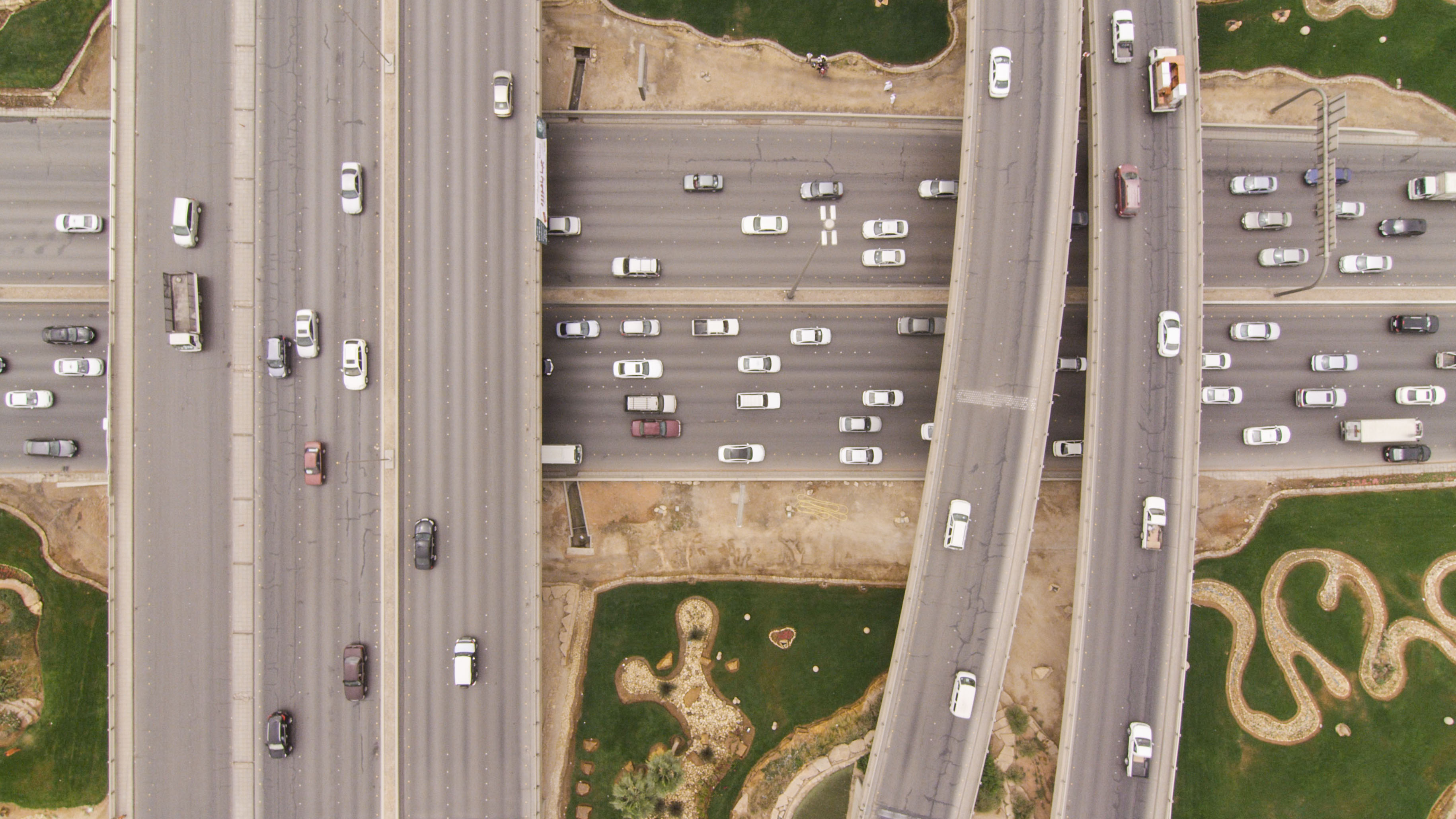
Автостради, що перетинаються в Ер-Ріяді

Місто обслуговується великою системою автомобільних доріг. Головна Східна кільцева дорога з'єднує південь і північ міста, а Північна кільцева дорога з'єднує схід і захід міста. Дорога короля Фахда проходить через центр міста з півночі на південь, паралельно Східній кільцевій дорозі. Мекка-роуд, що проходить зі сходу на захід через центр міста, з'єднує східні частини міста з головним діловим районом міста та дипломатичними кварталами.
- Шосе 65 проходить з півночі на південь вздовж Хаїль, Бурайда, через Ер-Ріяд до Ель-Харджа.
- Шосе 40 проходить зі сходу на захід від Джидди до Ед-Даммам через Ер-Ріяд.

## ЗМІ
Ер-Ріядська телевежа заввишки 170 метрів (560 футів), якою керує Міністерство інформації, була побудована між 1978 і 1981 роками. Звідси працюють національні саудівські телеканали Saudi TV1, Saudi TV2, Saudi TV Sports, Al-Ekhbariya, мережа каналів ART. Телевізійні передачі ведуться переважно арабською мовою, хоча деякі радіопередачі ведуться англійською або французькою мовами. Арабська є основною мовою, яка використовується на телебаченні та радіо, але радіопередачі також ведуться різними мовами, такими як урду, французька чи англійська. У Ер-Ріяді виходять чотири газети арабською мовою: «Ашарк аль-Аусат» (яка належить губернатору міста), «Аль-Ріяд», «Аль-Джазіра» і «Аль-Ватан», дві газети англійською мовою: Saudi Gazette і Arab News, а також одна газета малаяламською мовою — Gulf Madhyamam. Уряд Саудівської Аравії відстежує та фільтрує інтернет-контент. У Саудівській Аравії не допускається політичне інакомислення та діють суворі правила щодо кіно та мистецтва.

## Проєкти розвитку
У 2019 році король Салман запустив план з розвитку Ер-Ріяда, що передбачає реалізацію 1281 проєкту. Планується, що проєкт коштуватиме близько 22 мільярдів доларів США.[ Основна мета плану — покращити інфраструктуру, транспорт, навколишнє середовище та інші об'єкти в Ер-Ріяді та його околицях. У рамках Saudi Vision 2030 план передбачає будівництво 15 житлових комплексів, будівництво величезного музею, створення екологічного ландшафтного парку, спортивних зон, медичних міст, освітніх установ тощо. Сюди входить створення 14 електричних станцій, 20 каналізаційних трубопроводів, 10 житлових районів, 66 торгових і промислових зон, кількох озер площею 315 000 квадратних метрів, а також сучасних спортивних комплексів. З моменту оголошення «Vision 2030» Ер-Ріяд здійснив різні реформи, щоб закласти основу для наступних кроків «Бачення». Серед державних цілей Vision 2030 — сприяння розвитку туризму та виведення Саудівської Аравії на світовий рівень.
Поряд із проєктом розвитку і з метою поліпшення художнього ландшафту міста, до кінця 2030 року в місті планують публічно виставити 1000 творів мистецтва. У рамках проєктів розвитку Ер-Ріяда на розвиток і будівництво доріг Ер-Ріяда було виділено 604 мільйони ріядських ріалів. 3 липня 2020 року агентство Bloomberg повідомило, що Саудівська Аравія виділила 20 мільярдів доларів на мегапроєкт туризму та культури в Ер-Ріяді під назвою Diriyah, в той час, як стикається з подвійною економічною кризою після зростання кількості випадків захворювання на коронавірус.
Міністерство інвестицій та Королівська комісія Ер-Ріяда (RCRC) оголосили 13 липня 2021 року, що у партнерстві з SEK Education Group вони відкрили SEK International School Riyadh (Міжнародну школу SEK в Ер-Ріяді), її перший кампус у Саудівській Аравії. Нова міжнародна школа прийматиме учнів від Pre-K (вік 3 роки) до 12 класу (вік 17/18 років) і стане однією з небагатьох шкіл в Ер-Ріяді, акредитованих для навчання за програмами Міжнародного бакалаврату (IB): початкова програма (PYP), середня програма (MYP) та дипломна програма (DP).
У липні 2024 року було затверджено план створення Спортивного бульвару, на якому буде встановлена найвища спортивна вежа у світі. Це частина проєкту вартістю 23 мільярди доларів, спрямованого на збільшення зелених насаджень у місті.

## Галерея

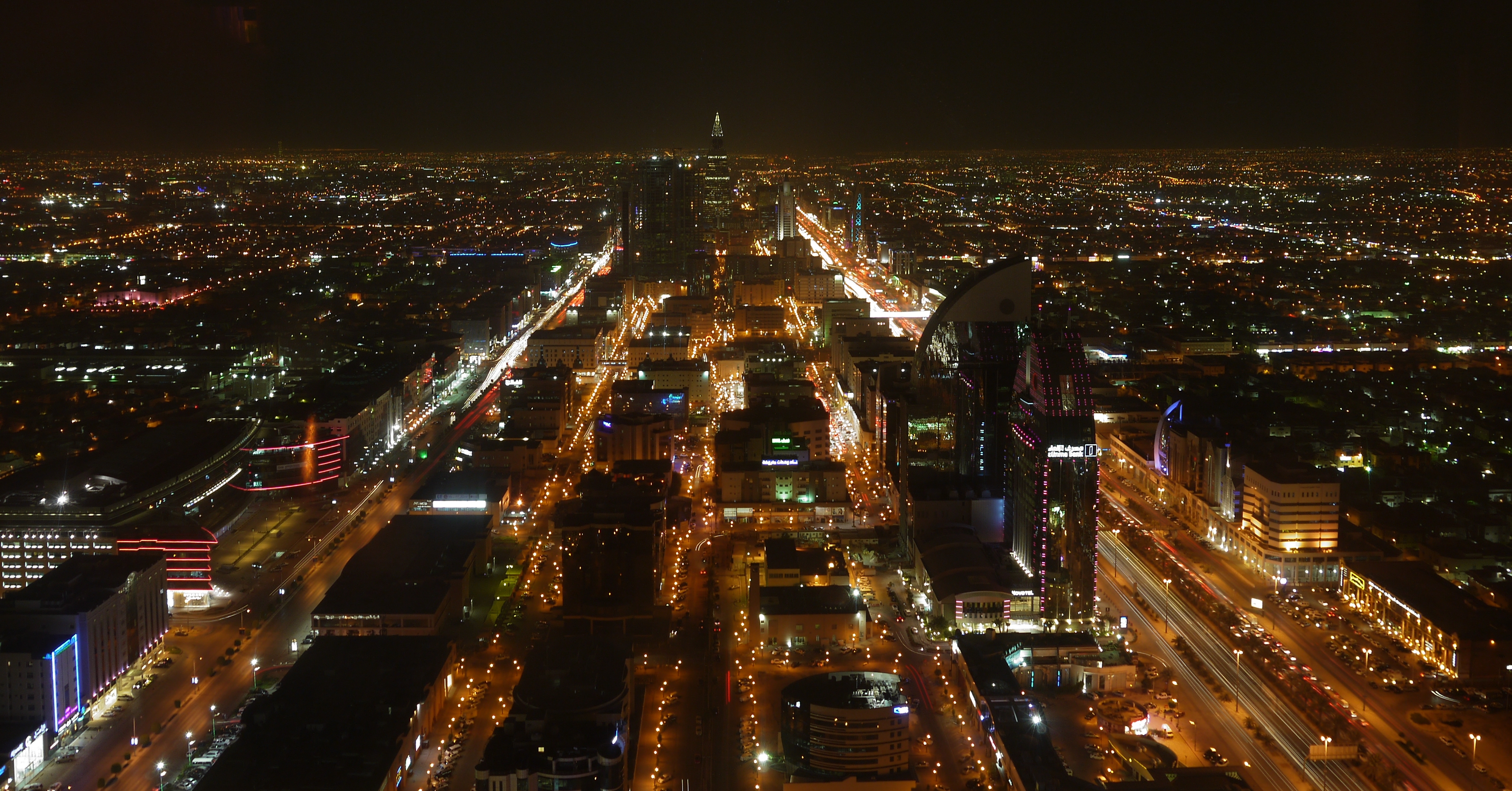
Ер-Ріяд вночі
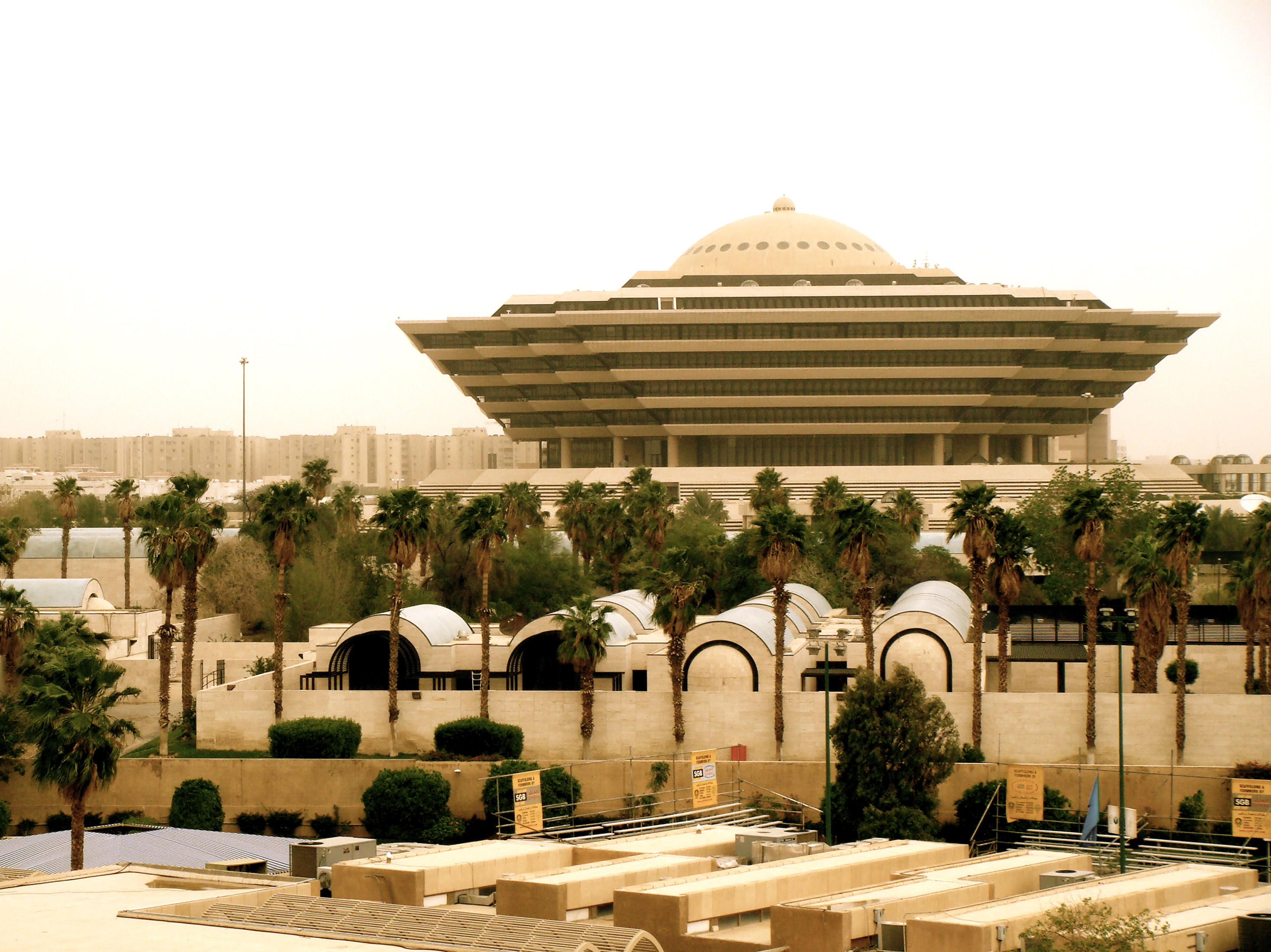
Міністерство внутрішніх справ
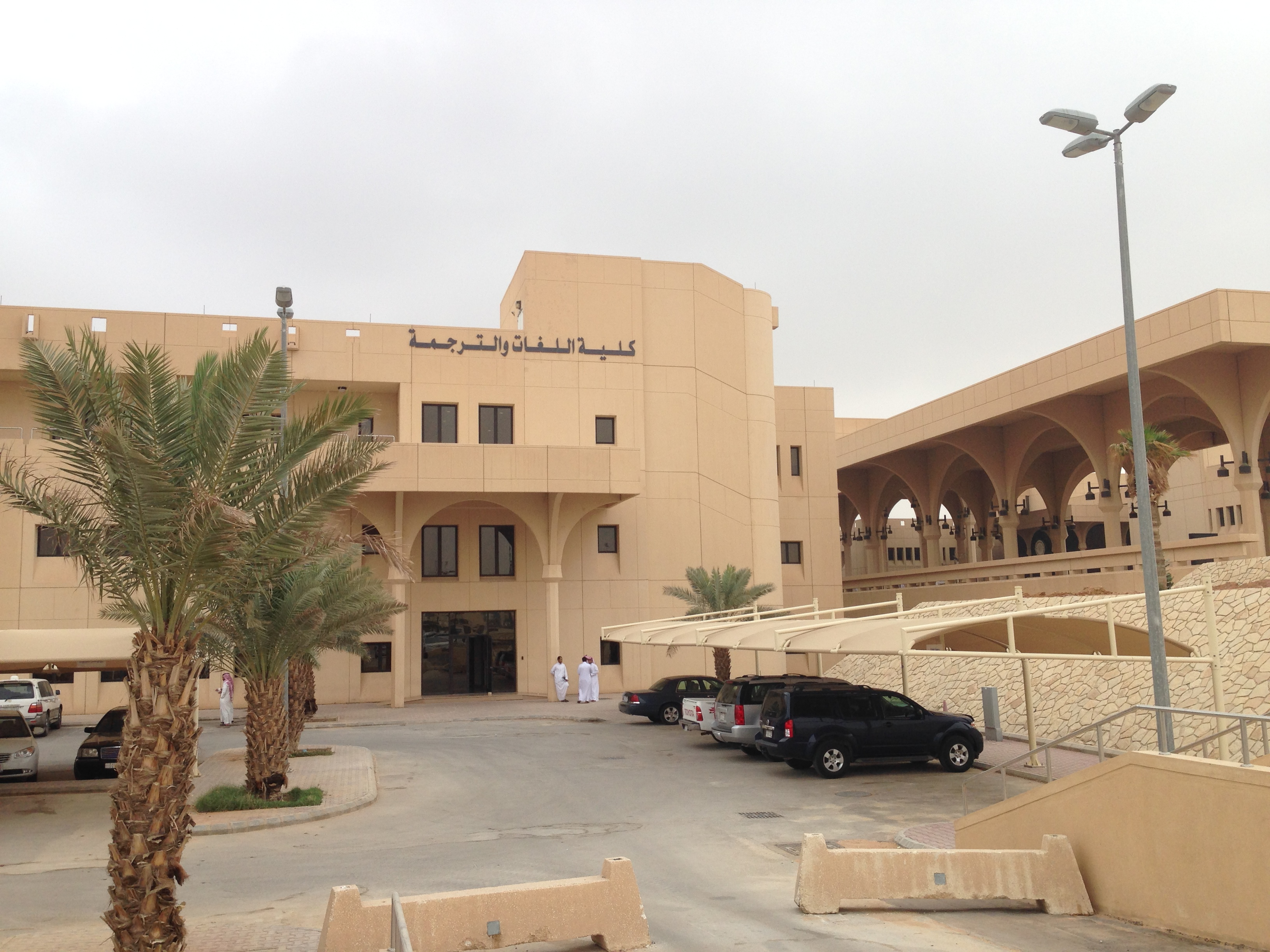
Коледж мов та перекладу університету короля Сауда
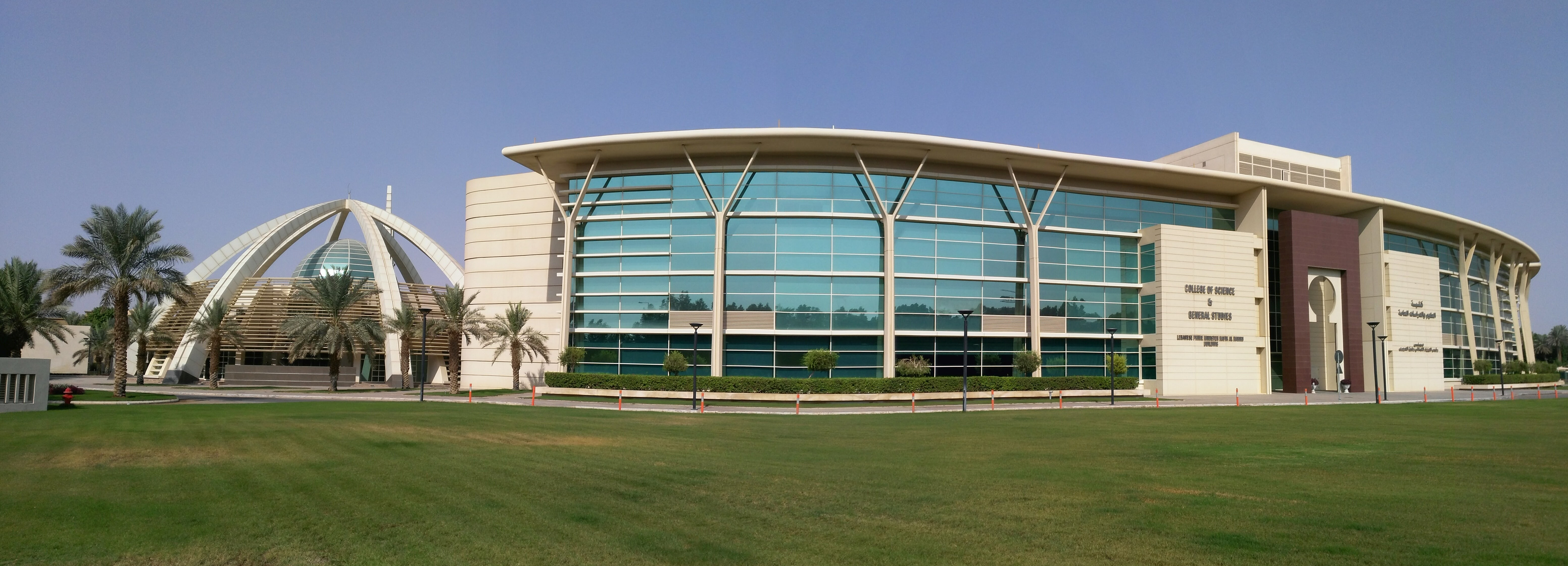
Університет Аль-Фейсал
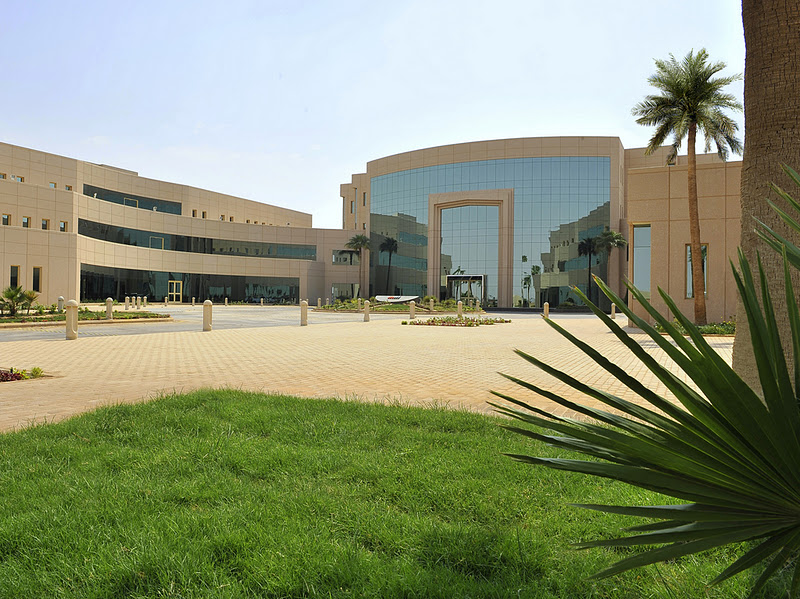
Університет Аль-Ямама
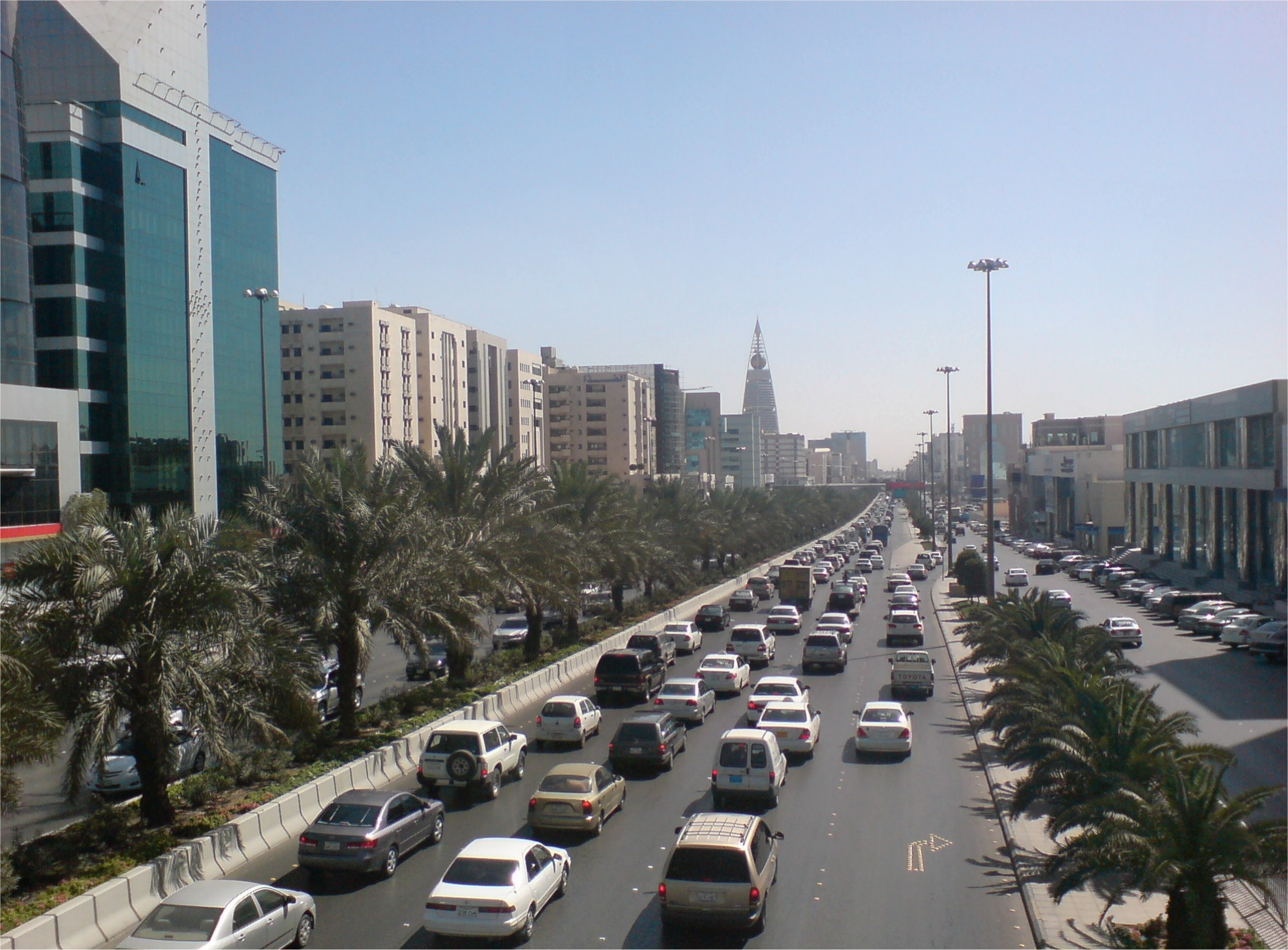
Вулиця короля Фахда
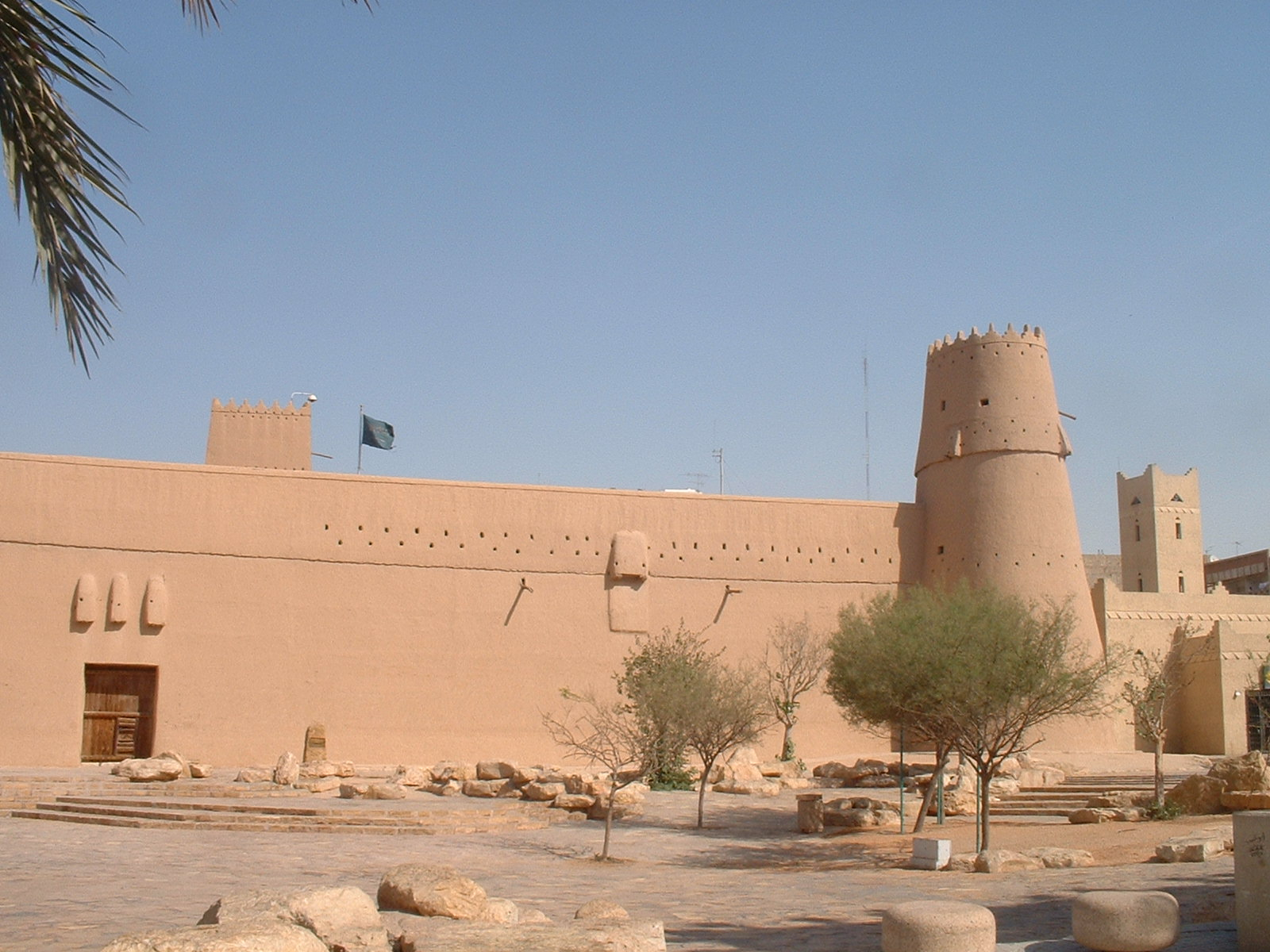
Фортеця Масмак
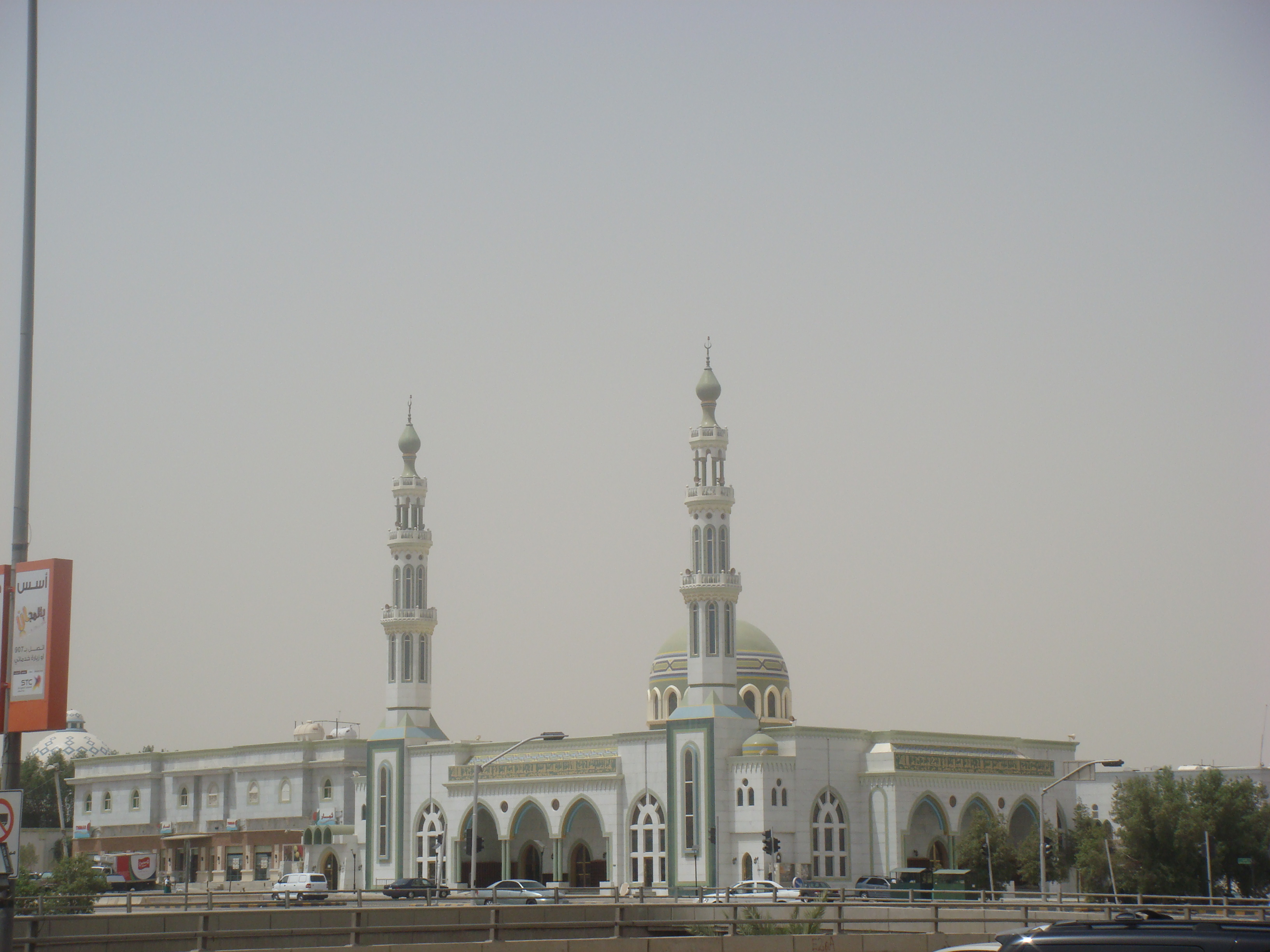
Мечеть аль-Увіда
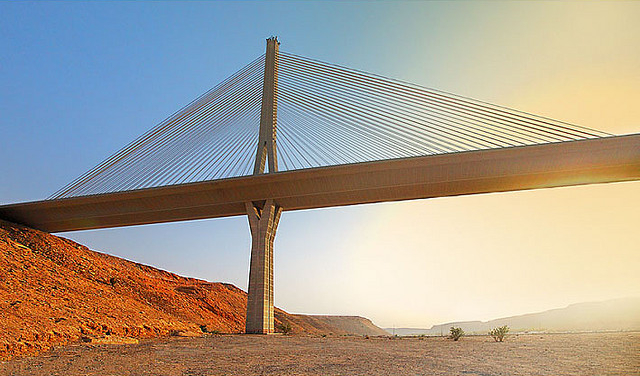
Міст Ваді Лебан
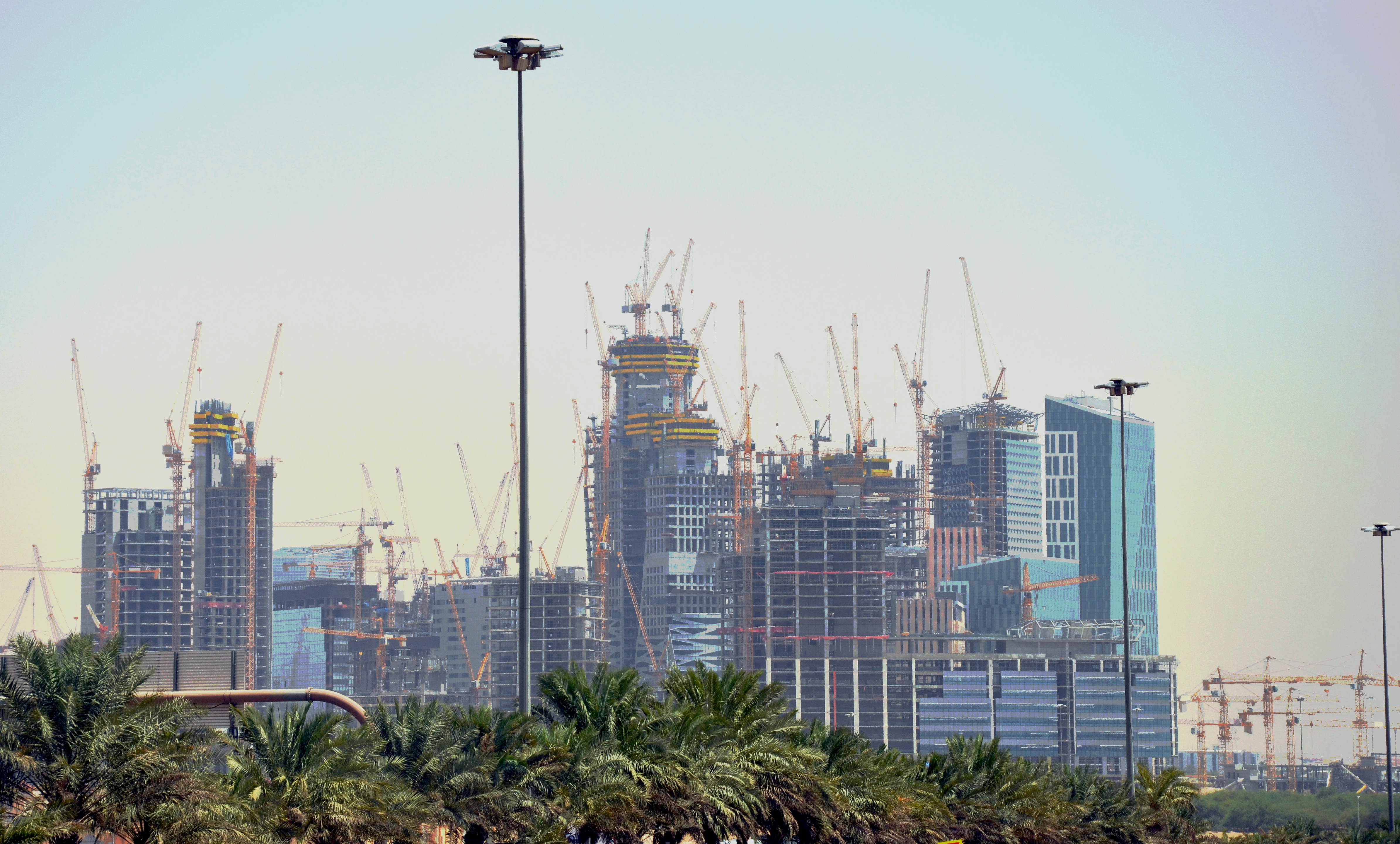
Фінансовий район
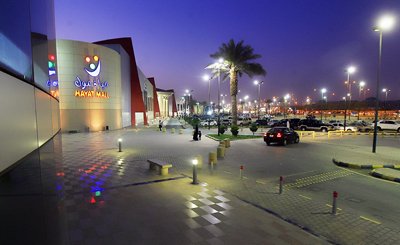
Хайат Центр